# Grüne Spanalge
Die Grüne Spanalge (Aphanizomenon flos-aquae), auch als AFA-Alge oder „blaugrüne Alge“ bekannt, ist eine Cyanobakterien- („Blaualgen“-) Art, die als Wasserblüte (lat. flos aquae = „Blüte des Wassers“) in Seen und Teichen auftritt. 
Als Nahrungsergänzung vertriebene Cyanobakterien werden vorwiegend im Klamath-See im Süden von Oregon (USA) geerntet.

## Beschreibung
Die Art bildet einreihige, blassgrüne, blaugrüne bis olivgrüne Zellfäden (Trichome), die in der Regel zu Bündeln parallel angeordneter Fäden vereinigt sind. Die Fäden und Bündel sind entweder frei im Wasser treibend oder sie sind an höhere Wasserpflanzen angeheftet oder zwischen diesen eingefangen („metaphytisch“). Die bis zu etwa zwei Zentimeter langen Zellkolonien ähneln im Aussehen Lärchennadeln oder abgeschnittenen Grasblättern. Die Zellen der geraden bis leicht gekrümmten Fäden sind nicht in eine Hülle oder Scheide eingeschlossen, sie sind an den queren Wänden, die den Faden gliedern, nicht eingeschnitten oder eingekerbt und zu den Enden der Zellfäden hin nicht oder nur sehr wenig enger als in deren Mitte, die Endzellen gerade abgeschnitten bis abgerundet, nicht zugespitzt. Die Einzelzellen sind zylindrisch, etwa so lang wie breit oder wenig länger bzw. breiter, aber zu den Enden der Fäden hin deutlich länger und hier mit zahlreichen Gasblasen, früher „Pseudovakuolen“ genannt (da die Fäden sich durch Zellteilung in der Mitte verlängern, sind dies die ältesten Zellen). In die Zellfäden sind mittig, immer einzeln, sogenannte Heterocysten eingelagert, diese sind ebenfalls zylindrisch und in den Dimensionen den normalen Zellen vergleichbar (etwa 7 bis 20 Mikrometer lang), sie fallen durch die stark verdickze Zellwand auf. Heterocyten dienen der Fixierung von molekularem Stickstoff. Zusätzlich und getrennt von den Heterocysten kommen Akineten genannte Zellen vor, diese sitzen ebenfalls einzeln, nur eine pro Zellfaden, sie sind zylindrisch und deutlich länger, bis 80, ausnahmsweise bis 150 Mikrometer Länge. Sie entstehen durch Fusion mehrerer vegetativer Zellen. Die Akineten sind Dauerzellen, durch die ungünstige Perioden überdauert werden können.
Von der anderen häufigen im Mitteleuropa verbreiteten Art Aphanizomenon gracile ist sie durch die schmaleren Zellfäden und die Zahl und Anordnung der Heterocysten und Akineten unterscheidbar, außerdem sind bei dieser Art die Zellfäden einzeln, nicht zu Bündeln vereinigt. Andere Arten der Gattung sind nur schwer unterscheidbar.

## Inhaltsstoffe
Die Menge der mit den üblichen Dosen an als Nahrungsergänzung vertriebenen Bakterien eingenommenen Nährstoffe ist, absolut gesehen, gering, verglichen mit der aus gewöhnlichen Nahrungsmitteln. Auch die Menge an Eiweiß, Vitaminen, Mineralstoffen und Fettsäuren ist vergleichsweise gering. Das enthaltene Vitamin B12 liegt zudem in einer nicht verwertbaren Form vor (Pseudovitamin B12), so dass AFA keine geeignete B12-Quelle darstellt.

### Nahrungsergänzungsmittel und Alternativmedizin
Die Bakterien werden verbreitet als Nahrungsergänzungsmittel (NEM) gehandelt. Gängige Handelsbezeichnungen für die meist in Pulver- oder Tablettenform vertriebenen Bakterienpräparate sind „Uralgen“, „AFA-Algen“, „Blaugrün“ oder englisch „Bluegreen“. Hersteller und Verkäufer entsprechender Präparate schreiben ihnen einen positiven Effekt für allgemeines Wohlbefinden, ein gesundes Nervensystem, optimale Gehirnfunktion oder bei Konzentrationsschwächen zu. Daher werden die NEMs auch als BrainFood beworben. Zudem existieren zahlreiche andere angebliche zugeschriebene Wirkungen bei Allergien, Candida-Befall, Faltenbildung, Gewichtsproblemen, Haarausfall, Hautproblemen, Immunschwäche, Krebs, Muskelabbau, Verstopfung, Zahnfleischbluten oder sollen Krankheiten wie ADHS, Alzheimer und Depressionen heilen oder lindern.
Gemäß Bundesinstitut für gesundheitlichen Verbraucherschutz und Veterinärmedizin und Bundesinstitut für Arzneimittel und Medizinprodukte sind diese zugeschriebenen Effekte wissenschaftlich nicht belegt.
Aphanizomenon flos-aquae ist nicht als Arzneimittel zugelassen und darf folglich auch nicht mit angeblichen heilenden Wirkungen beworben werden.

## Giftigkeit
Einige Stämme von Aphanizomenon flos-aquae produzieren Anatoxine, Gifte, die entweder direkt eine permanente Stimulation der Acetylcholinrezeptoren in den Nervenzellen bewirken oder das Enzym Acetylcholinesterase hemmen und so in ihrer Wirkung vergleichbar sind mit Nervengasen wie Sarin und Tabun. Weiterhin produzieren in Deutschland gefundene Stämme von Aphanizomenon flos-aquae die Gifte Cylindrospermopsin und Saxitoxin. Diese Gifte können beim Trinken kontaminierten Wassers oder beim Schwimmen in verseuchten Gewässern für Tiere lebensbedrohlich sein. Die Universität Konstanz fand in einer Untersuchung von sechzehn als Nahrungsergänzung vertriebenen Produkten in zehn Fällen bedenklich hohe Mengen Microcystin, einem starken Lebergift.
Wegen möglicher giftige Microcystine und Schwermetallen sind AFA-Produkte nicht für Kinder, Schwangere und Stillende geeignet.

## Umwelt- und Gesundheitsgefährdungen durch Massenblüten
Massenhaftes Auftreten von Aphanizomenon flos-aquae und anderen Cyanobakterien, vor allem als Folge von Überdüngung der Gewässer bei länger andauernden Hitze- und Trockenheitsperioden, hat wiederholt zu für Menschen und Tiere gefährlichen Konzentrationen von Cyanobakteriengiften geführt und Wissenschaftler und Behörden zu Warnungen vor den sogenannten Algenblüten veranlasst.

### Aasee, Münster, Deutschland, Sommer 2001
Im Sommer 2001 kam es zu massiven Blaualgenblüten und hohen Giftkonzentrationen im Aasee in Münster, die zu einem Teil durch Aphanizomenon flos-aquae verursacht wurden. In einer Untersuchung des Labors für Wasseranalytik des Instituts für Hygiene des Universitätsklinikums Münster wurden die Bakterienmassen beobachtet und ihre Giftstoffe quantifiziert. AFA war daran zusammen mit anderen Cyanobakterien, wie Microcystis aeruginosa, beteiligt. Ende August kam es dabei zu einem Umkippen des Sees, mit Aufbrauchung des vorhandenen Sauerstoffs, Faulgasbildung und Fischsterben. Die meisten Wasserproben aus dieser Zeit ergaben Gesundheitsrisiken durch Cyanotoxine; stellenweise, z. B. bei Anschwemmungen an Ufern, wurde von „sehr hoher Gesundheitsgefährdung“, bei Konzentrationen von durchschnittlich 13448 Mikrogramm Microzystin pro Liter Wasser, geschrieben.

### Upper Klamath Lake, USA, Sommer 2015
Im Juli 2015 veröffentlichte die Gesundheitsbehörde des US-Bundesstaats Oregon eine Gesundheitswarnung für fast den gesamten Upper Klamath Lake, aus dem die meisten als Nahrungsergänzung vertriebenen AFA-Präparate stammen. Es wurde dazu geraten, nicht im Wasser zu baden und Einatmen von Spritzwasser, etwa von Motorbooten, zu vermeiden. Von Fischen aus dem See sollten Körperpartien und Organe entfernt werden, in denen sich die Cyanobakterien-Toxine besonders stark anreichern. Ende des Monats wurde die Warnung auch auf Flüsse ausgedehnt, die aus dem Upper Klamath Lake gespeist werden.